# PFK Slavija Sofia
PFK Slavija Sofia (bulgariska: ПФК Славия София) är en bulgarisk fotbollsklubb från huvudstaden Sofia. Klubben bildades den 10 april 1913. Klubben spelar sina hemmamatcher på Ovtja Kupel-stadion som har en kapacitet på 32 000 åskådare. Klubben har vunnit den bulgariska ligan 7 gånger och den bulgariska cupen 7 gånger. Internationellt har klubben som bäst nått semifinal i cupvinnarcupen 1967 samt kvartsfinal år 1981.

## Placering senaste säsonger
| Säsong  | Nivå | Liga       | Placering | Webbplats | Notering |
| ------- | ---- | ---------- | --------- | --------- | -------- |
| 2017/18 | 1    | Parva liga | 7         | [ 1 ]     |          |
| 2018/19 | 1    | Parva liga | 9         | [ 2 ]     |          |
| 2019/20 | 1    | Parva liga | 3         | [ 3 ]     |          |
| 2020/21 | 1    | Parva liga | 11        | [ 4 ]     |          |
| 2021/22 | 1    | Parva liga | 6         | [ 5 ]     |          |
| 2022/23 | 1    | Parva liga | 8         | [ 6 ]     |          |
| 2023/24 | 1    | Parva liga | 10        | [ 7 ]     |          |